# Skandal związany z seksualnym wykorzystywaniem dzieci w Rotherham
Przestępstwa w Rotherham – proceder wykorzystywania seksualnego dzieci (głównie dziewcząt) przez muzułmańskie gangi pedofilskie w brytyjskim mieście Rotherham w latach 1997–2013.

## Zakres procederu
Skala zjawiska została w pełni ujawniona w 2014 w raporcie prof. Alexis Jay. Problem nadużywania seksualnego dzieci w Rotherham już wcześniej wyszedł na jaw w listopadzie 2010, gdy pięciu miejscowych mężczyzn, określanych jako „azjatyccy”, zostało uwięzionych za przestępstwa seksualne wobec nieletnich dziewcząt; potem, w 2012, Andrew Norfolk, dziennikarz gazety „The Times”, opublikował materiały z własnego śledztwa, z których wynikało, że gangi „azjatyckich” mężczyzn popełniają liczne przestępstwa, polegające m.in. na handlu nieletnimi w hrabstwie South Yorkshire. Za zorganizowanie i prowadzenie przestępczej działalności odpowiadały silnie zakorzenione w Wielkiej Brytanii pakistańskie gangi, które umożliwiły wykorzystanie około 1400 dzieci (przy czym liczba ta może być większa, a pewna liczba dzieci była zmuszana tylko do przypatrywania się niedozwolonym praktykom – dane oparto na lokalnych raportach komitetu ochrony praw dzieci).

## Pochodzenie ofiar i sprawców
Dzieci te pochodziły najczęściej ze środowisk zagrożonych wykluczeniem społecznym i najczęściej były rasy białej i pochodzenia brytyjskiego, co ustaliła w trakcie badań Alexis Jay. Doświadczenia seksualne (w tym gwałty i ciężkie pobicia im towarzyszące) były dla psychiki dzieci druzgocące – wiele z nich doświadczyło traumy na wiele lat. Pochodzenie etniczne sprawców określano jako „azjatyckie” – byli to głównie Pakistańczycy, a w jednej z kluczowych spraw (2000) jednym ze skazanych był Afgańczyk. Pochodzenie etniczne przestępców było według raportu jednym z czynników uniemożliwiających przez długie lata efektywne rozwiązanie problemu.

## Przeciwdziałania
Proceder był znany lokalnym władzom i pomocy społecznej, ale te nie reagowały właściwie, prawdopodobnie w obawie przed sprowokowaniem posądzeń o rasizm. Raporty organizacji i osób były lekceważone. W niektórych przypadkach dochodziło nawet do aresztowań ofiar (białych pijanych dzieci), a nie muzułmańskich sprawców. Podczas szkoleń dla członków władz lokalnych zalecano daleko idącą ostrożność, jeśli chodzi o odnoszenie się do etnicznych korzeni sprawców. Podobną ostrożność zalecano podczas sporządzania raportów (mówiło się o „bagatelizowaniu” etnicznego wymiaru sprawy).
Podobne przypadki znane były też z innych brytyjskich miast, m.in. Oldham, Rochdale i Derby.